# Dnsmasq
Dnsmasq est un serveur léger conçu pour fournir les services DNS, DHCP, Bootstrap Protocol et TFTP pour un petit réseau, voire pour un poste de travail. Il permet d'offrir un service de nommage des machines du réseau interne non intégrées au service de nommage global (i.e. le service DNS d'Internet). Le service de nommage est associé au service d'adressage de telle manière que les machines dont le bail DHCP est fourni par Dnsmasq peuvent avoir automatiquement un nom DNS sur le réseau interne. Le logiciel offre un service DHCP statique ou dynamique.

## Domaine d'emploi
Le logiciel est dévolu aux petits réseaux qui utilisent la traduction d'adresse NAT. Ce type d'architecture convient :
- à un réseau familial raccordé à Internet derrière un modem ;
- à un réseau virtuel créé sur une machine hébergeant des machines virtuelles (exemple : LXC).